# Yoann (auteur)
Pour le prénom, voir Yoann.
Yoann (de son vrai nom Yoann Chivard), né le 8 octobre 1971 à Alençon, est un auteur de bande dessinée français.

## Biographie

### Formation et débuts
Après son bac arts plastiques, Yoann part à Angers en 1989 pour étudier à l’école des Beaux-arts ; il y rencontre Éric Omond qui travaille avec lui en tant que scénariste. À sa sortie des Beaux-arts, il passe 10 mois au Centre national de la bande dessinée et de l'image d'Angoulême où il anime des ateliers bande dessinée. Il publie Phil Kaos avec Éric Omond dans Deadline (en), la revue britannique qui héberge Tank Girl de Jamie Hewlett, et Dark Boris dans le magazine Inkling.

### Carrière
En 1997, avant de déménager pour Nantes, Yoann et d'autres jeunes auteurs (Olivier Supiot, Nathalie Bodin, Boris Beuzelin, Olivier Martin, Lionel Marty entre autres) fondent l'association « La Boîte qui fait beuh ». En même temps, Yoann remanie son livre d'illustration Toto l'ornithorynque pour le publier en format bande dessinée, aux éditions Delcourt Jeunesse. La série, scénarisée par Éric Omond, connaît six tomes, publiés jusqu'en 2008, et pour lesquels Yoann procèdera directement à la mise en couleur.
Parallèlement à cette production destinée à la jeunesse, il participe à différents projets : en 2004, il reprend la série des années 1980 Bob Marone pour le mensuel Fluide glacial. Il signe plusieurs histoires courtes supervisées par les créateurs : Yann scénarise et Didier Conrad story-board les planches.
Il réalise aussi plusieurs histoires courtes qui ne seront pas reprises en album.
En 2006, associé à Fabien Vehlmann pour le scénario, Yoann inaugure la collection Une Aventure de Spirou et Fantasio par… en réalisant sa propre version de Spirou et Fantasio. Pour cet album, intitulé Les Géants pétrifiés, Yoann adopte un style graphique très proche de celui de Jamie Hewlett,.

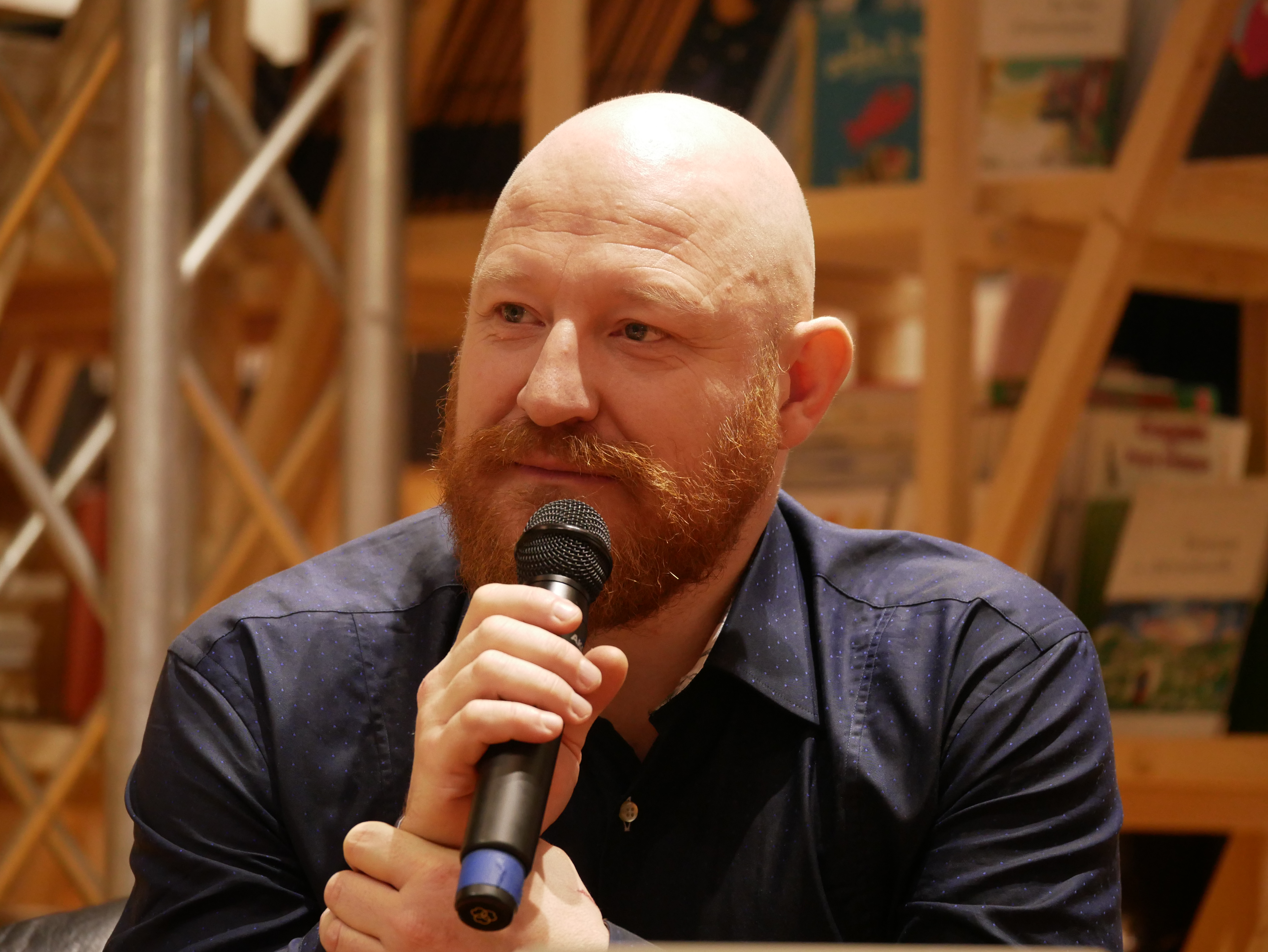
Le dessinateur à la Foire du Livre de Francfort 2017.

En 2009, les éditions Dupuis confient au tandem la reprise de la série régulière de Spirou et Fantasio, et ce en remplacement du duo Morvan/Munuera.
Depuis, chaque année, le tandem livre un nouvel opus, toujours aux éditions Dupuis.
En 2017, Yoann marque une pause dans sa production de Spirou pour livrer un huitième tome de Toto l'ornithorynque, neuf ans après le septième album. La même année, il entame une nouvelle série, intitulée Les CaptainZ.
En 2018, il participe au no 4200 du magazine Spirou, un numéro spécial intitulé Défenseur des droits de l’Homme, élaboré en partenariat avec l’Organisation des Nations unies.

## Prix
- 1997 : Prix Ligue de l'enseignement 41 pour le Jeune public avec Toto l'ornithorynque (en collaboration avec Eric Omond).

### Documentation
- Patrick Gaumer, « Yoann », dans Dictionnaire mondial de la BD, Paris, Larousse, 2010 (ISBN 9782035843319), p. 929.